# Прокатный киноформат

Прокатные форматы на киноплёнке 35-мм слева направо сверху вниз: обычный; кашетированный 1,85:1; кашетированный 1,66:1; анаморфированный

Прока́тный форма́т — кинематографический формат на киноплёнке, пригодный для печати прокатных фильмокопий с различными типами совмещённых фонограмм. Все современные прокатные форматы на 35-мм киноплёнке обладают стандартным шагом кадра в 4 перфорации и аналоговой оптической фонограммой, размещённой между перфорацией и изображением.

## Особенности
Производственные форматы, в отличие от прокатных, непригодны для печати прокатных фильмокопий и используются только для съёмки негатива. Такие форматы получили распространение в результате появления цифровых технологий кинопроизводства Digital Intermediate, не требующих контактной печати. Это привело к почти полному вытеснению из съёмочного процесса форматов, имеющих прокатный аналог, производственными форматами. Подавляющая часть киносъёмочного оборудования сегодня рассчитана на производственные форматы «Супер-16» или «Супер-35», последний из которых часто имеет непригодный в прокате шаг кадра в 3 или даже 2 перфорации.
Кинопроекционное оборудование гораздо консервативнее в отношении смены форматов, поскольку создание кинотеатров с кинопроекторами, использующими редкий или маловостребованный формат, экономически невыгодно. Поэтому кинопрокат меняет форматы киноплёнки значительно реже, чем кинопроизводители. Многие перспективные форматы так и остались экспериментальными из-за нежелания прокатных организаций терпеть убытки от смены кинопроекторов. Так, появившиеся в конце 1920-х годов широкоформатные киноплёнки не получили распространения из-за нежелания владельцев кинотеатров менять оборудование, затормозив развитие широкоформатного кино на двадцать лет. А формат «Синемаскоп-55» так и остался лабораторным курьёзом, поскольку использовал уникальную киноплёнку шириной 55 мм и разные негатив и позитив. Это один из немногих форматов, позитив которого был только прокатным.
На сегодняшний день существуют пять основных прокатных форматов, аппаратура для которых наиболее распространена: обычный, широкоэкранный, кашетированный, широкоформатный «5/70» и IMAX «15/70». Фильмокопии на 16-мм киноплёнке с конца 1990-х годов не выпускаются.

## Новейшие форматы

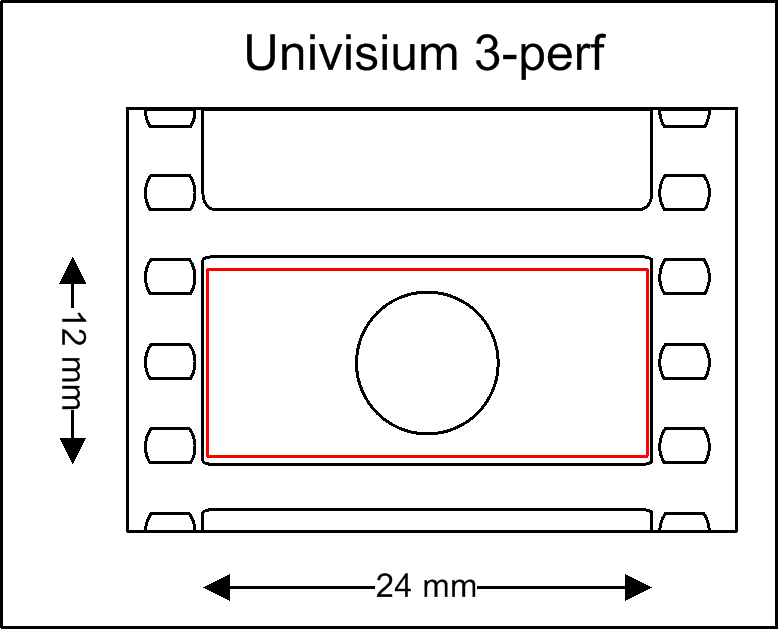
Размеры кадра формата Univisium

Предложения всеобщего перехода на шаг кадра в 3 перфорации стали появляться уже в середине 1980-х годов. По подсчётам журнала «American Cinematographer», сокращение расхода негативной и позитивной киноплёнок за счёт уменьшения шага кадра позволило бы экономить до 400 миллионов долларов ежегодно только в США. Дополнительные возможности открылись в результате распространения цифровых оптических фонограмм Dolby Digital и SDDS, которые печатаются на межперфорационных перемычках и закраинах киноплёнки. Отказ от аналоговой совмещённой фонограммы при этом позволяет увеличить ширину кадра, повысив эффективность использования площади фотоматериала.
В 1998 году известным кинооператором Витторио Стораро был предложен прокатный формат Юнивизиум (англ. Univisium) с шагом кадра в 3 перфорации. «Юнивизиум» так же, как и формат «Супер-35», использует для изображения всю ширину киноплёнки между перфорациями и позволяет получать кадр с соотношением сторон 2,0:1. Он пригоден для печати фильмокопий с цифровыми оптическими фонограммами, использующими пространство снаружи перфораций (стандарт SDDS) и межперфорационные перемычки для дорожки Dolby Digital. Кроме того, возможна контактная печать такого позитива с негатива «Супер-35» с шагом в 3 перфорации. Формат требует кинопроекторов, рассчитанных на другой шаг кадра, но позволяет сделать фильмокопию при той же длительности на 25 % короче и значительно дешевле при том же качестве изображения, что и у фильмокопии традиционных кашетированных форматов за счёт предельно узкого интервала между кадрами.
Аналогичный принцип использован в семействе прокатных форматов Максивижн (англ. Maxivision), предложенных годом позднее. Вариант «Максивижн-48» рассчитан на частоту проекции 48 кадров в секунду, позволяя сохранить приемлемые динамические характеристики лентопротяжного тракта за счёт укороченного шага кадра. Для перевода стандартного кинопроектора на новый формат с укороченным шагом производится замена головки лентопротяжного тракта. Благодаря микропроцессорному управлению протяжкой киноплёнки и её положения относительно объектива, удаётся получить более высокую резкость экранного изображения, чем в кинопроекторах стандартных прокатных киносистем.